# Giovanni Ceva

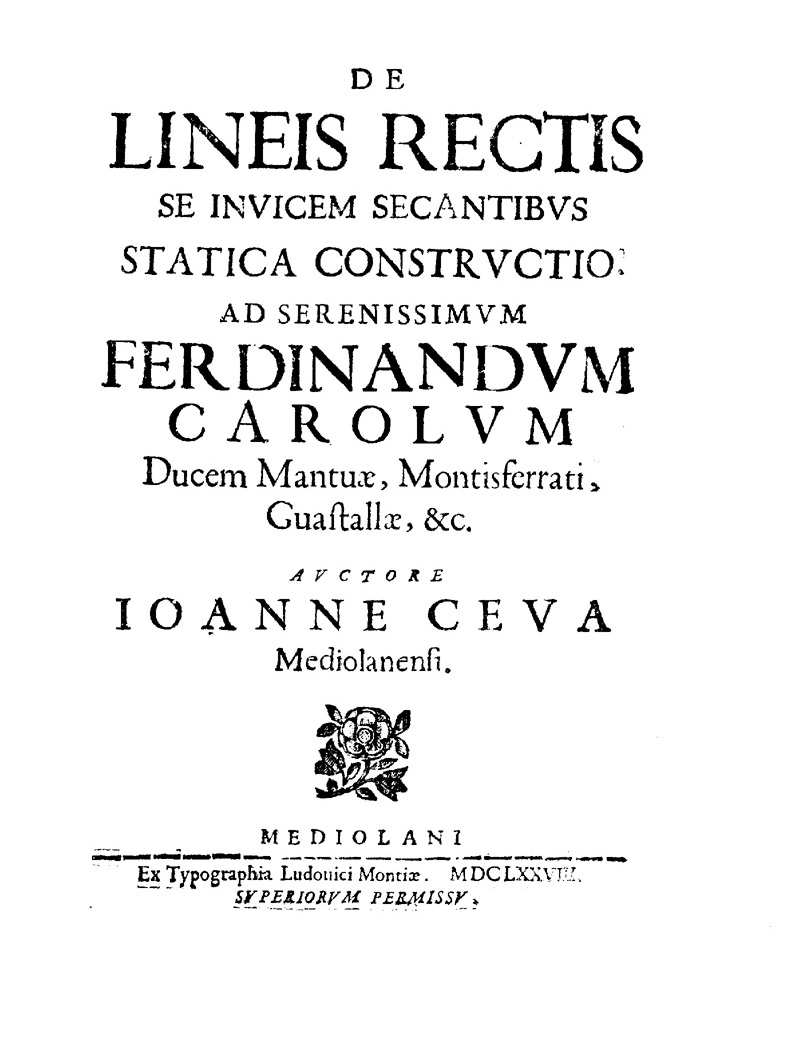
De lineis rectis se invicem secantibus statica constructio, 1678

Giovanni Benedetto Ceva (Milano, 7 dicembre 1647 – Mantova, 15 giugno 1734) è stato un matematico italiano, particolarmente impegnato negli studi relativi alla geometria.

## Biografia
Dopo avere studiato all'università di Pisa e avere brevemente insegnato in quella città, ottenne una cattedra di matematica presso l'università di Mantova, che mantenne per tutta la sua vita, prima sotto i Gonzaga e poi sotto gli Asburgo quando, nel 1708, l'impero austriaco operò l'annessione del ducato.

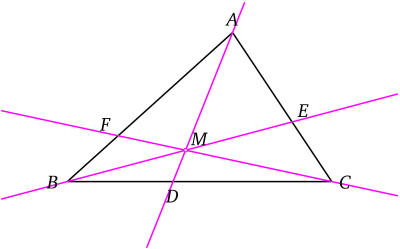
Teorema di Ceva

I suoi interessi si rivolsero principalmente alla geometria sintetica, anticipando di un secolo la rinascita dell'interesse nella materia, che era rimasta ferma alle conoscenze degli antichi greci. Nella sua opera più importante, il De lineis rectis se invicem secantibus, statica constructio, scritta nel 1678, si trova tra l'altro il teorema che porta il suo nome, su una condizione necessaria e sufficiente perché in un triangolo i tre segmenti costruiti da un vertice al lato opposto (le ceviane) siano concorrenti.
Ceva riscoprì anche il teorema di Menelao e studiò la trisettrice di Ceva, la curva di equazione in coordinate polari {\displaystyle r=1+2\sin 2\phi } che permette di trisecare un angolo qualunque. 
Il teorema di Ceva stabilisce che le rette {\displaystyle (AD)}, {\displaystyle (BE)} e {\displaystyle (CF)} si incontrano se e solo se
La sua attività come geometra e alcune anticipazioni sul calcolo infinitesimale rendono il suo lavoro ancora attuale ed oggetto di analisi e studio.
Si occupò anche di idraulica, anche per conto del suo governo: come Commissario per le Acque e rappresentante di Mantova, si oppose con successo al progetto bolognese di spostare il corso del Reno perché divenisse affluente del Po.

## Opere
- (LA) De lineis rectis se invicem secantibus statica constructio, Milano, Lodovico Monza, 1678.
- (LA) Opuscula mathematica, Milano, Lodovico Monza, 1682.
- (LA) Geometria motus, Bologna, Antonio Pisarri, 1692.
- (LA) De re numaria quo ad fieri potuit geometrice tractata, Mantova, Alberto Pazzoni, 1711.
- Ragioni contra l'introduzione del Reno nel Pò grande, Bologna, eredi Vittorio Benacci, 1716.
- Replica in difesa delle sue dimostrazioni e ragioni per la quali non debbasi introdurre Reno in Pò, Mantova, Alberto Pazzoni, 1717.
- (LA) Opus hydrostaticum, Mantova, Alberto Pazzoni, 1728.

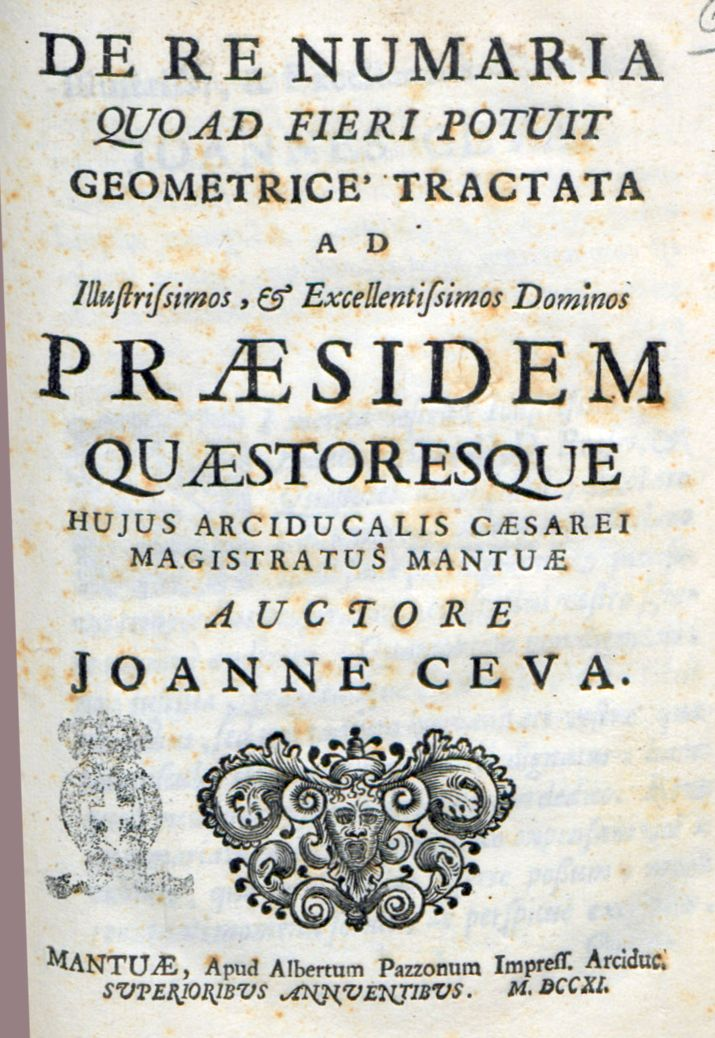
De re numaria quo ad fieri potuit geometrice tractata, 1728
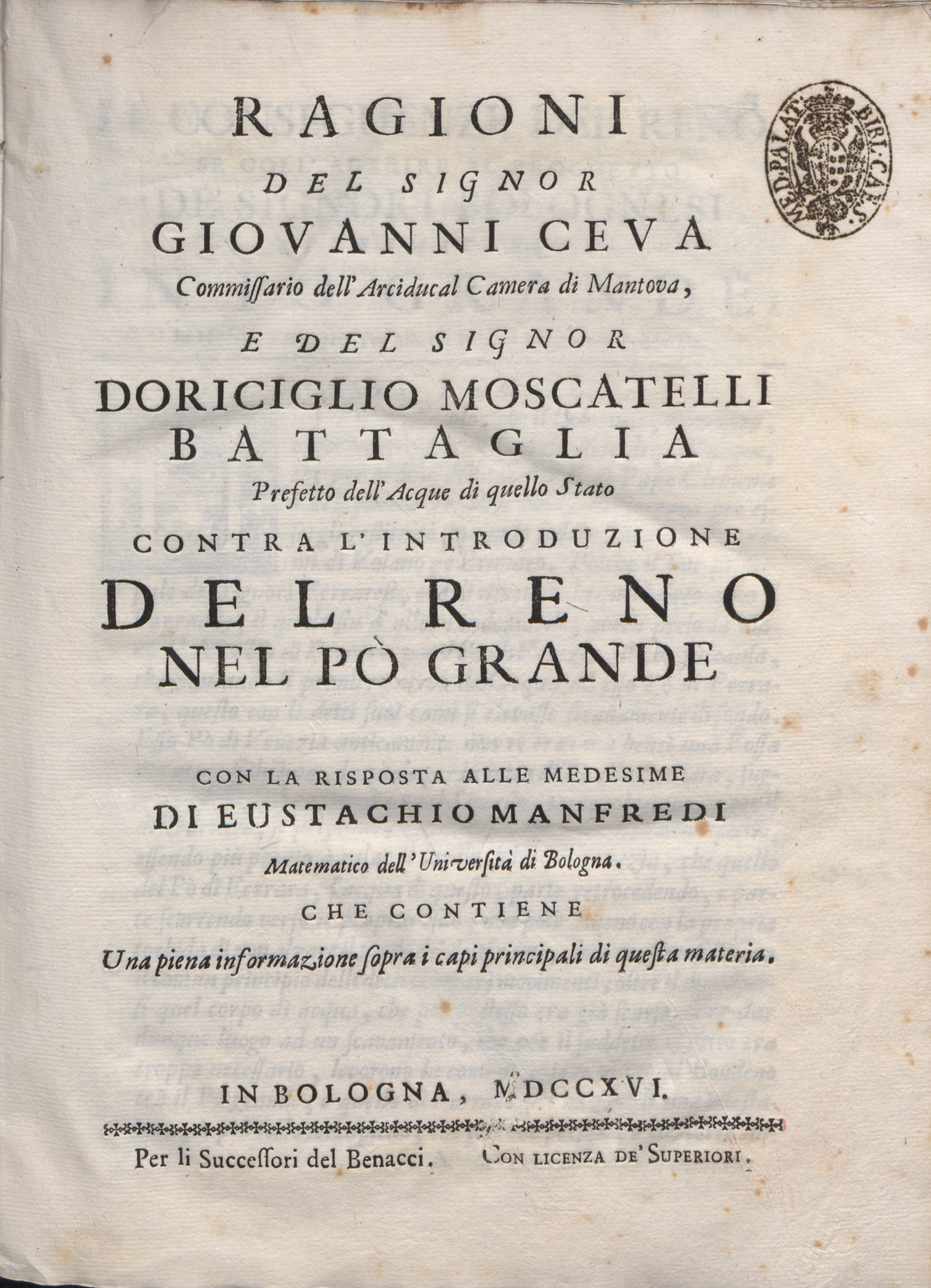
Ragioni contra l'introduzione del Reno nel Pò grande, 1716
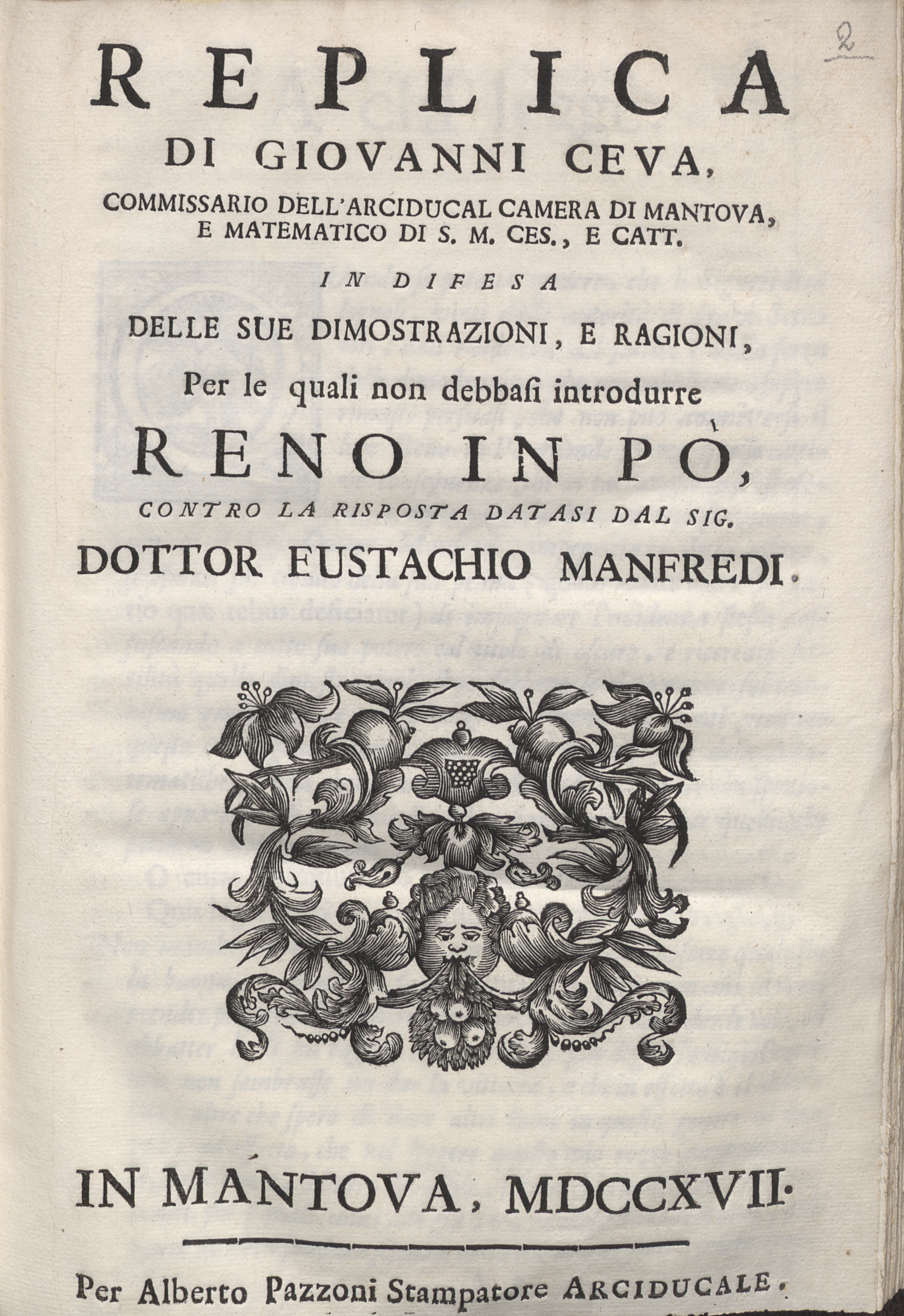
Replica in difesa delle sue dimostrazioni e ragioni per la quali non debbasi introdurre Reno in Pò, 1717